# NHL 1995/96
Die NHL-Saison 1995/96 war die 79. Spielzeit in der National Hockey League. 26 Teams spielten jeweils 82 Spiele. Den Stanley Cup gewannen die Colorado Avalanche nach einem 4:0-Erfolg in der Finalserie gegen die Florida Panthers. Der deutsche Verteidiger Uwe Krupp erzielte den Siegtreffer für Colorado in der dritten Verlängerung des vierten und letzten Spiels in dieser Serie. Er wurde damit der erste deutsche Spieler, der den Stanley Cup gewann. Derselbe Erfolg gelang erst 15 Jahre später Dennis Seidenberg, der es ihm in der Saison 2010/11 mit den Boston Bruins nachtat.
Es war die erste Saison überhaupt für die Colorado Avalanche, die vorher unter dem Namen Québec Nordiques in Québec, Kanada gespielt hatten. Gleichzeitig war es die letzte Saison für die Winnipeg Jets, die danach nach Phoenix, Arizona umzogen und in Phoenix Coyotes umbenannt wurden. Kanada, das Mutterland des Eishockeys, verlor damit innerhalb eines Jahres gleich zwei NHL-Teams.
Die Detroit Red Wings erzielten in der regulären Saison mit 131 Punkten (62 Siege, 13 Niederlagen, 7 Unentschieden) einen NHL-Rekord, schieden aber im Play-off-Halbfinale gegen den späteren Cup-Gewinner Colorado aus.

## Reguläre Saison

### Abschlusstabellen
Abkürzungen: GP = Spiele, W = Siege, L = Niederlagen, T = Unentschieden nach Overtime, GF = Erzielte Tore, GA = Gegentore, Pts = Punkte

Erläuterungen: In Klammern befindet sich die Platzierung innerhalb der Conference;       = Playoff-Qualifikation,       = Divisions-Sieger,       = Conference-Sieger,       = Presidents’-Trophy-Gewinner

#### Eastern Conference
| Atlantic Division       | GP | W  | L  | T  | GF  | GA  | Pts |
| ----------------------- | -- | -- | -- | -- | --- | --- | --- |
| Philadelphia Flyers (1) | 82 | 45 | 24 | 13 | 282 | 208 | 103 |
| New York Rangers (3)    | 82 | 41 | 27 | 14 | 272 | 237 | 96  |
| Florida Panthers (4)    | 82 | 41 | 31 | 10 | 254 | 234 | 92  |
| Washington Capitals (7) | 82 | 39 | 32 | 11 | 234 | 204 | 89  |
| Tampa Bay Lightning (8) | 82 | 38 | 32 | 12 | 238 | 248 | 88  |
| New Jersey Devils (9)   | 82 | 37 | 33 | 12 | 215 | 202 | 86  |
| New York Islanders (12) | 82 | 22 | 50 | 10 | 229 | 315 | 52  |

| Northeast Division      | GP | W  | L  | T  | GF  | GA  | Pts |
| ----------------------- | -- | -- | -- | -- | --- | --- | --- |
| Pittsburgh Penguins (2) | 82 | 49 | 29 | 4  | 362 | 284 | 102 |
| Boston Bruins (5)       | 82 | 40 | 31 | 11 | 282 | 269 | 91  |
| Montréal Canadiens (6)  | 82 | 40 | 32 | 10 | 265 | 248 | 90  |
| Hartford Whalers (10)   | 82 | 34 | 39 | 9  | 237 | 259 | 77  |
| Buffalo Sabres (11)     | 82 | 33 | 42 | 7  | 247 | 262 | 73  |
| Ottawa Senators (13)    | 82 | 18 | 59 | 5  | 191 | 291 | 41  |

#### Western Conference
| Central Division        | GP | W  | L  | T  | GF  | GA  | Pts |
| ----------------------- | -- | -- | -- | -- | --- | --- | --- |
| Detroit Red Wings (1)   | 82 | 62 | 13 | 7  | 325 | 181 | 131 |
| Chicago Blackhawks (3)  | 82 | 40 | 28 | 14 | 273 | 220 | 94  |
| Toronto Maple Leafs (4) | 82 | 34 | 36 | 12 | 247 | 252 | 80  |
| St. Louis Blues (5)     | 82 | 32 | 34 | 16 | 219 | 248 | 80  |
| Winnipeg Jets (8)       | 82 | 36 | 40 | 6  | 275 | 291 | 78  |
| Dallas Stars (11)       | 82 | 26 | 42 | 14 | 227 | 280 | 66  |

| Pacific Division            | GP | W  | L  | T  | GF  | GA  | Pts |
| --------------------------- | -- | -- | -- | -- | --- | --- | --- |
| Colorado Avalanche (2)      | 82 | 47 | 25 | 10 | 326 | 240 | 104 |
| Calgary Flames (6)          | 82 | 34 | 37 | 11 | 241 | 240 | 79  |
| Vancouver Canucks (7)       | 82 | 32 | 35 | 15 | 278 | 278 | 79  |
| Mighty Ducks of Anaheim (9) | 82 | 35 | 39 | 8  | 234 | 247 | 78  |
| Edmonton Oilers (10)        | 82 | 30 | 44 | 8  | 240 | 304 | 68  |
| Los Angeles Kings (12)      | 82 | 24 | 40 | 18 | 256 | 302 | 66  |
| San Jose Sharks (13)        | 82 | 20 | 55 | 7  | 252 | 357 | 47  |

### Beste Scorer
Bester Scorer war Mario Lemieux. Er führte mit 69 Toren, 92 Vorlagen und 161 Punkten die drei Scoringkategorien an. Nur bei den Vorlagen musste er sich die Topposition mit Ron Francis teilen. Mit 31 Toren in Überzahl und 8 in Unterzahl war auch hier Lemieux der Beste. Jaromír Jágr versuchte es mit 403 Schüssen am häufigsten. Mit einem Schnitt von 26,2 landete mehr als jeder vierte Schuss von Gary Roberts im Tor. Die Plus/Minus führte Wladimir Konstantinow mit +60 an. Der böse Bube der Saison war Matthew Barnaby mit 335 Strafminuten. Erfolgreichster Verteidiger war Brian Leetch mit 70 Vorlagen und 85 Punkten. Ray Bourque und Gary Suter erzielten je 20 Tore.
Abkürzungen: GP = Spiele, G = Tore, A = Assists, Pts = Punkte, +/- = Plus/Minus, PIM = Strafminuten; Fett: Saisonbestwert
| Spieler           | Team             | GP | G  | A  | Pts | +/− | PIM |
| ----------------- | ---------------- | -- | -- | -- | --- | --- | --- |
| Mario Lemieux     | Pittsburgh       | 70 | 69 | 92 | 161 | +10 | 54  |
| Jaromír Jágr      | Pittsburgh       | 82 | 62 | 87 | 149 | +31 | 96  |
| Joe Sakic         | Colorado         | 82 | 51 | 69 | 120 | +14 | 44  |
| Ron Francis       | Pittsburgh       | 77 | 27 | 92 | 119 | +25 | 56  |
| Peter Forsberg    | Colorado         | 82 | 30 | 86 | 116 | +26 | 47  |
| Eric Lindros      | Philadelphia     | 73 | 47 | 68 | 115 | +26 | 163 |
| Paul Kariya       | Anaheim          | 82 | 50 | 58 | 108 | +9  | 20  |
| Teemu Selänne     | Winnipeg/Anaheim | 79 | 40 | 68 | 108 | +5  | 22  |
| Alexander Mogilny | Vancouver        | 79 | 55 | 52 | 107 | +14 | 16  |
| Sergei Fjodorow   | Detroit          | 78 | 39 | 68 | 107 | +49 | 48  |

### Beste Torhüter
Abkürzungen: GP = Spiele, TOI = Eiszeit (in Minuten), W = Siege, L = Niederlagen, T = Unentschieden, GA = Gegentore, SO = Shutouts, Sv% = gehaltene Schüsse (in %), GAA = Gegentorschnitt; Fett: Saisonbestwert
| Spieler        | Team         | GP | TOI  | W  | L  | T  | GA  | SO | Sv%   | GAA  |
| -------------- | ------------ | -- | ---- | -- | -- | -- | --- | -- | ----- | ---- |
| Ron Hextall    | Philadelphia | 53 | 3102 | 28 | 23 | 5  | 112 | 4  | 0,915 | 2,17 |
| Chris Osgood   | Detroit      | 50 | 2933 | 39 | 6  | 5  | 106 | 5  | 0,927 | 2,17 |
| Jim Carey      | Washington   | 71 | 4069 | 35 | 24 | 9  | 153 | 9  | 0,906 | 2,26 |
| Mike Vernon    | Detroit      | 32 | 1855 | 21 | 7  | 2  | 70  | 3  | 0,903 | 2,26 |
| Martin Brodeur | New Jersey   | 77 | 4434 | 34 | 30 | 12 | 173 | 6  | 0,927 | 2,34 |

### Beste Rookiescorer
Bester Scorer unter den Rookies war Daniel Alfredsson mit 61 Punkten. Mit 35 Vorlagen legte er hierzu den Grundstein. Éric Dazé war mit 30 Treffern erfolgreichster Torjäger. Die Plus/Minus-Wertung der Rookies führte Colorados Kyle McLaren mit +16 an. Der Böse Bube unter den Rookies war Scott Daniels mit 254 Strafminuten.
Abkürzungen: GP = Spiele, G = Tore, A = Assists, Pts = Punkte, +/- = Plus/Minus, PIM = Strafminuten
| Spieler             | Team        | GP | G  | A  | Pts | +/− | PIM |
| ------------------- | ----------- | -- | -- | -- | --- | --- | --- |
| Daniel Alfredsson   | Ottawa      | 82 | 26 | 35 | 61  | −18 | 28  |
| Éric Dazé           | Chicago     | 80 | 30 | 23 | 53  | +16 | 18  |
| Witali Jatschmenjow | Los Angeles | 80 | 19 | 34 | 53  | −3  | 16  |
| Saku Koivu          | Montreal    | 82 | 20 | 25 | 45  | −7  | 40  |
| Waleri Bure         | Montreal    | 77 | 22 | 20 | 42  | +10 | 28  |
| Petr Sýkora         | New Jersey  | 63 | 18 | 24 | 42  | +7  | 32  |

## Stanley-Cup-Playoffs
|  | Conference-Viertelfinale                              | Conference-Viertelfinale | Conference-Viertelfinale |                    | Conference-Halbfinale | Conference-Halbfinale | Conference-Halbfinale |                  |                   | Conference-Finale | Conference-Finale | Conference-Finale |  |  | Stanley-Cup-Finale | Stanley-Cup-Finale | Stanley-Cup-Finale |
|  |                                                       |                          |                          |                    |                       |                       |                       |                  |                   |                   |                   |                   |  |  |                    |                    |                    |
|  | 1                                                     | Philadelphia Flyers      | 4                        |                    | 1                     | Philadelphia Flyers   | 2                     |                  |                   |                   |                   |                   |  |  |                    |                    |                    |
|  | 8                                                     | Tampa Bay Lightning      | 2                        | 4                  | Florida Panthers      | 4                     |                       |                  |                   |                   |                   |                   |  |  |                    |                    |                    |
|  |                                                       |                          |                          |                    |                       |                       |                       |                  |                   |                   |                   |                   |  |  |                    |                    |                    |
|  | 2                                                     | Pittsburgh Penguins      | 4                        | Eastern Conference | Eastern Conference    | Eastern Conference    |                       |                  |                   |                   |                   |                   |  |  |                    |                    |                    |
|  | 2                                                     | Pittsburgh Penguins      | 4                        | Eastern Conference | Eastern Conference    | Eastern Conference    |                       |                  |                   |                   |                   |                   |  |  |                    |                    |                    |
|  | 7                                                     | Washington Capitals      | 2                        |                    |                       |                       |                       |                  |                   |                   |                   |                   |  |  |                    |                    |                    |
|  | 7                                                     | Washington Capitals      | 2                        | 4                  | Florida Panthers      | 4                     |                       |                  |                   |                   |                   |                   |  |  |                    |                    |                    |
|  |                                                       |                          |                          | 4                  | Florida Panthers      | 4                     |                       |                  |                   |                   |                   |                   |  |  |                    |                    |                    |
|  |                                                       | 2                        | Pittsburgh Penguins      | 3                  |                       |                       |                       |                  |                   |                   |                   |                   |  |  |                    |                    |                    |
|  | 3                                                     | 2                        | Pittsburgh Penguins      | 3                  | New York Rangers      | 4                     |                       |                  |                   |                   |                   |                   |  |  |                    |                    |                    |
|  | 3                                                     |                          |                          |                    | New York Rangers      | 4                     |                       |                  |                   |                   |                   |                   |  |  |                    |                    |                    |
|  | 6                                                     | Canadiens de Montréal    | 2                        |                    |                       |                       |                       |                  |                   |                   |                   |                   |  |  |                    |                    |                    |
|  | 6                                                     | Canadiens de Montréal    | 2                        |                    |                       |                       |                       |                  |                   |                   |                   |                   |  |  |                    |                    |                    |
|  |                                                       |                          |                          |                    |                       |                       |                       |                  |                   |                   |                   |                   |  |  |                    |                    |                    |
|  | 4                                                     | Florida Panthers         | 4                        | 2                  | Pittsburgh Penguins   | 4                     |                       |                  |                   |                   |                   |                   |  |  |                    |                    |                    |
|  | 4                                                     | Florida Panthers         | 4                        | 2                  | Pittsburgh Penguins   | 4                     |                       |                  |                   |                   |                   |                   |  |  |                    |                    |                    |
|  | 5                                                     | Boston Bruins            | 1                        | 3                  | New York Rangers      | 1                     |                       |                  |                   |                   |                   |                   |  |  |                    |                    |                    |
|  | 5                                                     | Boston Bruins            | 1                        | 3                  | New York Rangers      | 1                     | E4                    | Florida Panthers | 0                 |                   |                   |                   |  |  |                    |                    |                    |
|  | (Die Teams werden nach der ersten Runde neu gesetzt.) |                          |                          |                    |                       |                       | E4                    | Florida Panthers | 0                 |                   |                   |                   |  |  |                    |                    |                    |
|  |                                                       | W2                       | Colorado Avalanche       | 4                  |                       |                       |                       |                  |                   |                   |                   |                   |  |  |                    |                    |                    |
|  | 1                                                     | W2                       | Colorado Avalanche       | 4                  | Detroit Red Wings     | 4                     |                       | 1                | Detroit Red Wings | 4                 |                   |                   |  |  |                    |                    |                    |
|  | 1                                                     |                          |                          |                    | Detroit Red Wings     | 4                     |                       | 1                | Detroit Red Wings | 4                 |                   |                   |  |  |                    |                    |                    |
|  | 8                                                     | Winnipeg Jets            | 2                        | 5                  | St. Louis Blues       | 3                     |                       |                  |                   |                   |                   |                   |  |  |                    |                    |                    |
|  | 8                                                     | Winnipeg Jets            | 2                        | 5                  | St. Louis Blues       | 3                     |                       |                  |                   |                   |                   |                   |  |  |                    |                    |                    |
|  |                                                       |                          |                          |                    |                       |                       |                       |                  |                   |                   |                   |                   |  |  |                    |                    |                    |
|  | 2                                                     | Colorado Avalanche       | 4                        |                    |                       |                       |                       |                  |                   |                   |                   |                   |  |  |                    |                    |                    |
|  | 2                                                     | Colorado Avalanche       | 4                        |                    |                       |                       |                       |                  |                   |                   |                   |                   |  |  |                    |                    |                    |
|  | 7                                                     | Vancouver Canucks        | 2                        |                    |                       |                       |                       |                  |                   |                   |                   |                   |  |  |                    |                    |                    |
|  | 7                                                     | Vancouver Canucks        | 2                        | 1                  | Detroit Red Wings     | 2                     |                       |                  |                   |                   |                   |                   |  |  |                    |                    |                    |
|  |                                                       |                          |                          | 1                  | Detroit Red Wings     | 2                     |                       |                  |                   |                   |                   |                   |  |  |                    |                    |                    |
|  |                                                       | 2                        | Colorado Avalanche       | 4                  |                       |                       |                       |                  |                   |                   |                   |                   |  |  |                    |                    |                    |
|  | 3                                                     | 2                        | Colorado Avalanche       | 4                  | Chicago Blackhawks    | 4                     |                       |                  |                   |                   |                   |                   |  |  |                    |                    |                    |
|  | 3                                                     |                          |                          |                    | Chicago Blackhawks    | 4                     |                       |                  |                   |                   |                   |                   |  |  |                    |                    |                    |
|  | 6                                                     | Calgary Flames           | 0                        | Western Conference | Western Conference    | Western Conference    |                       |                  |                   |                   |                   |                   |  |  |                    |                    |                    |
|  | 6                                                     | Calgary Flames           | 0                        | Western Conference | Western Conference    | Western Conference    |                       |                  |                   |                   |                   |                   |  |  |                    |                    |                    |
|  |                                                       |                          |                          |                    |                       |                       |                       |                  |                   |                   |                   |                   |  |  |                    |                    |                    |
|  | 4                                                     | Toronto Maple Leafs      | 2                        | 2                  | Colorado Avalanche    | 4                     |                       |                  |                   |                   |                   |                   |  |  |                    |                    |                    |
|  | 5                                                     | St. Louis Blues          | 4                        | 3                  | Chicago Blackhawks    | 2                     |                       |                  |                   |                   |                   |                   |  |  |                    |                    |                    |

## NHL Awards und vergebene Trophäen
- Hauptartikel: NHL Awards 1996

| Auszeichnung                    | Spieler                             | Team                    |
| ------------------------------- | ----------------------------------- | ----------------------- |
| Alka-Seltzer Plus Award:        | Ron Francis                         | Pittsburgh Penguins     |
| Art Ross Trophy:                | Mario Lemieux                       | Pittsburgh Penguins     |
| Bill Masterton Memorial Trophy: | Gary Roberts                        | Calgary Flames          |
| Calder Memorial Trophy:         | Daniel Alfredsson                   | Ottawa Senators         |
| Conn Smythe Trophy:             | Joe Sakic                           | Colorado Avalanche      |
| Frank J. Selke Trophy:          | Sergei Fjodorow                     | Detroit Red Wings       |
| Hart Memorial Trophy:           | Mario Lemieux                       | Pittsburgh Penguins     |
| Jack Adams Award:               | Scotty Bowman                       | Detroit Red Wings       |
| James Norris Memorial Trophy:   | Chris Chelios                       | Chicago Blackhawks      |
| King Clancy Memorial Trophy:    | Kris King                           | Winnipeg Jets           |
| Lady Byng Memorial Trophy:      | Paul Kariya                         | Mighty Ducks of Anaheim |
| Lester B. Pearson Award:        | Mario Lemieux                       | Pittsburgh Penguins     |
| Lester Patrick Trophy:          | George Gund Ken Morrow Milt Schmidt |                         |
| Vezina Trophy:                  | Jim Carey                           | Washington Capitals     |
| William M. Jennings Trophy:     | Chris Osgood und Mike Vernon        | Detroit Red Wings       |
| Presidents’ Trophy              | Presidents’ Trophy                  | Detroit Red Wings       |
| Prince of Wales Trophy          | Prince of Wales Trophy              | Florida Panthers        |
| Clarence S. Campbell Bowl       | Clarence S. Campbell Bowl           | Colorado Avalanche      |
| Stanley Cup                     | Stanley Cup                         | Colorado Avalanche      |